# 玻利维亚—菲律宾关系
菲律宾－玻利維亞關係是指菲律宾和多民族玻利维亚国之间的外交关系，亦简称为菲玻關係。两国于1970年1月7日建交，两国均为西班牙語學會聯合會、G20開發中國家、77国集团、东亚－拉丁美洲合作论坛成员国。

## 历史概况
菲律宾与玻利維亞兩國之間的聯繫可追溯至西班牙帝國在美洲和亚洲殖民统治的早期，当时两国皆为西班牙的殖民地。在16至17世紀，中國产品多經由菲律賓都督府转卖到拉丁美洲的秘魯總督轄區。而至16世纪至18世纪時，人們即可在玻利維亞南部城市波托西購買到经由菲律宾走私进入当地的貨品，當中也包括產自中国的瓷器。:163单在1602年，两地之间的中转贸易额就达到500万比索。玻利维亚独立后，该国仍然有向尚由西班牙殖民统治的菲律宾输出银币。
但两国正式外交关系直到1970年才确立，目前暂未在對方首都互設大使館。菲律宾對玻利维亚的相關事務由菲律賓駐阿根廷大使館兼轄，但菲律宾也在玻利维亚行政首都拉巴斯、第一大城市聖克魯斯-德拉謝拉设有名誉领事馆。而玻利维亚对玻利维亚的相關事務由玻利维亚駐韩国大使館兼轄，玻利维亚也在马尼拉有名誉领事。
2003年，两国签署文化教育合作协议。

### 旅行与簽證

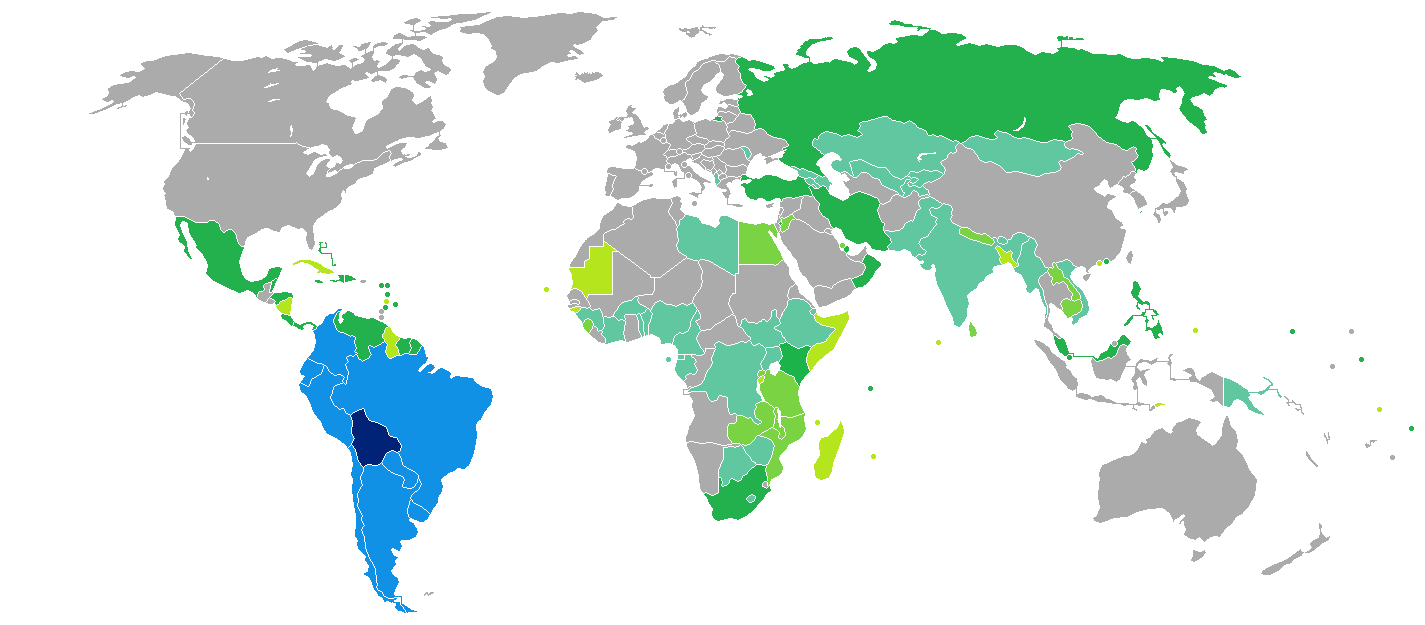
持玻利維亞護照的玻利維亞人口簽證要求分布圖：入境菲律賓可以免簽證。

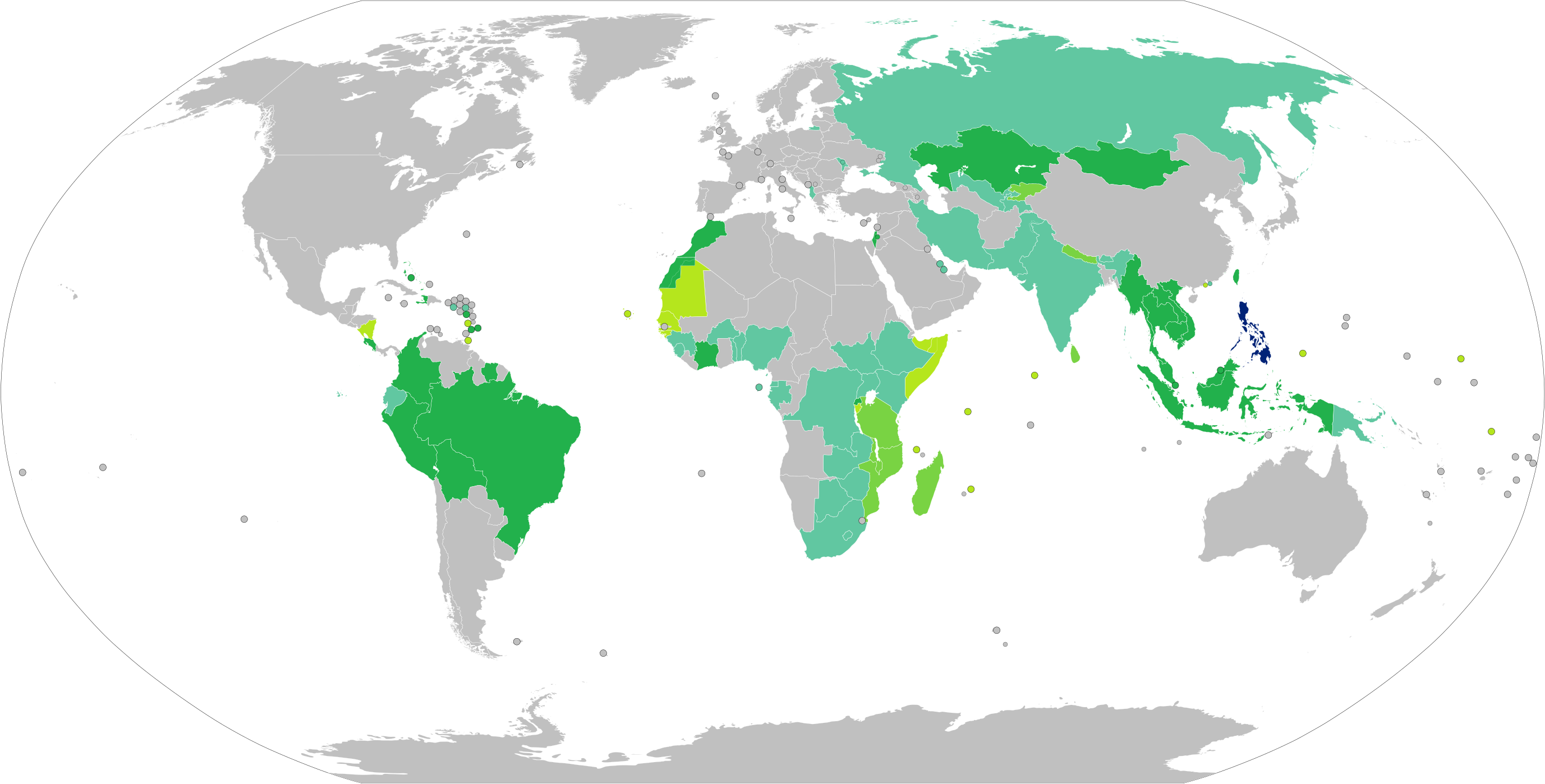
持菲律賓護照的菲律賓公民簽證要求分布圖：入境玻利维亚可以免簽證。

1963年2月，两国签署互免签证协议，持菲律賓護照的菲律賓公民可以免簽證入境玻利维亚，一年内停留時間為30天，亦可以免費延長至90天。入境須出示黃熱病的疫苗接種證明（前往首都拉巴斯則免）。
持玻利維亞護照的玻利維亞公民也可以免签证入境菲律宾，停留不超过30天。)

## 经济
2007年，玻利維亞為菲律賓第129大貿易夥伴。2011年，双边贸易额为70.7万美元，其中菲律宾向玻利维亚出口34.9万美元，从玻利维亚进口35.8万美元。相较于2007年增长12.91%。